# Ourense
Ourense és una ciutat i municipi de l'interior de Galícia, capital de la província d'Ourense i de la comarca homònima. És el tercer municipi més poblat de la comunitat, després de Vigo i la Corunya, amb una població de 103.756 habitants el 2022.
La travessen els rius Miño, Barbaña i Lonia. Té famoses fonts d'aigües termals, entre elles les Burgas, on l'aigua surt a temperatures superiors als 60 °C. Sovint és coneguda com a Ciutat de les Burgas.
Destaquen com a monuments la catedral, del segle xii, amb els seus pòrtics d'O Paraíso i el Sant Crist, el pont vell, el claustre de San Francisco, les esglésies d'A Trindade i San Domingos i el conjunt de la ciutat vella, en procés de recuperació.

## Topònim
Batejada pels romans com Auriense, "la ciutat d'or", per la seva abundància a la zona, va ser una important ciutat de la província romana d'Hispània fins que es van esgotar les reserves d'aquest mineral, que es trobaven en el riu Miño. Un topònim relacionat és el de la platja fluvial d'Oira.
També es creu que el nom de la ciutat ve del llatí aquare urente (aigües abrasadores), o del germànic Warmse (llac calent), per les conegudes fonts d'aigües termals, les Burgas, una de les moltes que existeixen al municipi.

## Història

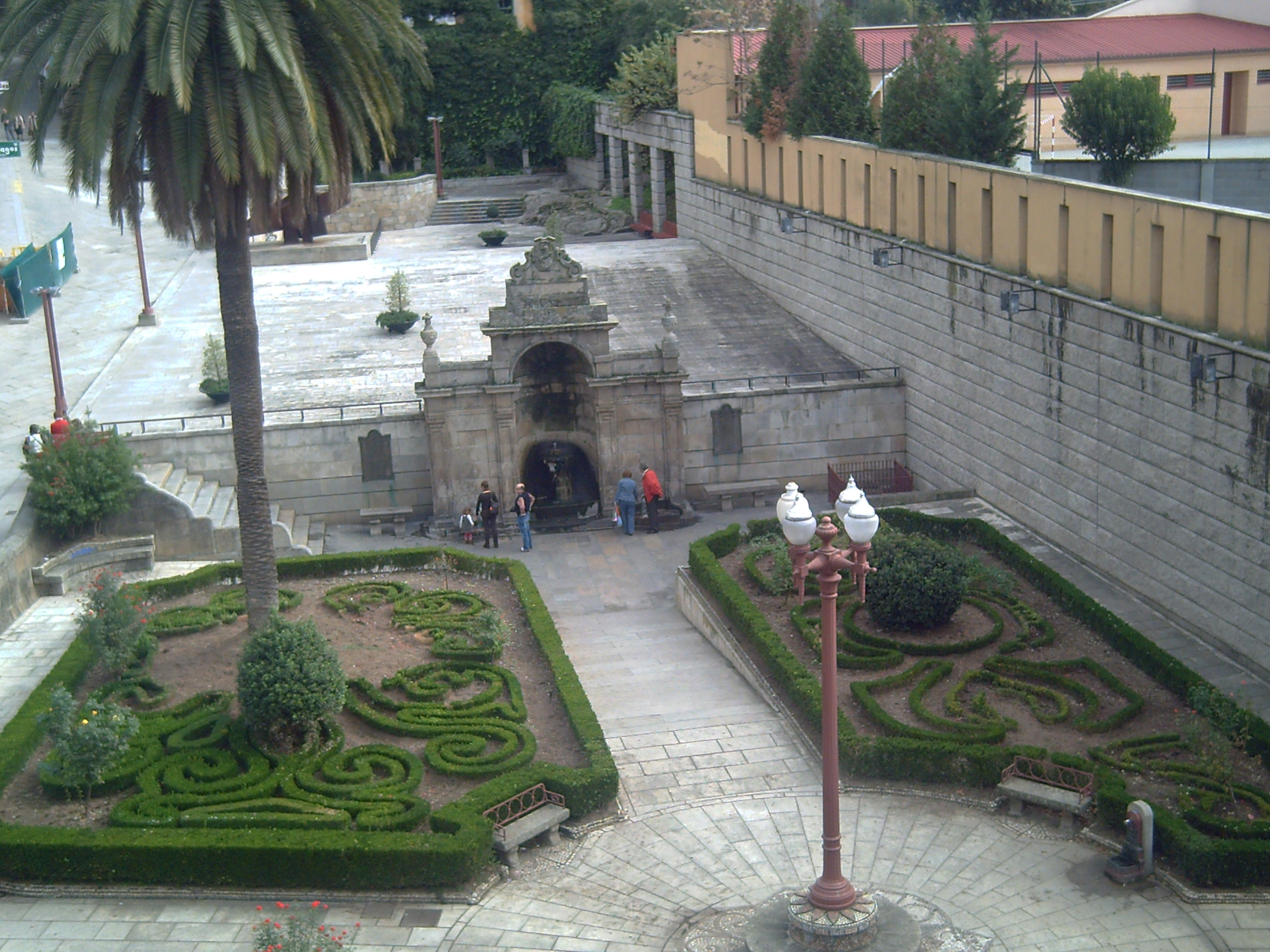
Jardí de les Burgas.

Tot i que hi havia assentaments castrenys a la vora dels rius Miño i Loña com els de Valdegola, Oira i San Tomé, la ciutat té el seu origen en l'assentament romà al costat de les Burgas i de la guarnició del pont, originalment romà.
Situada prop de la Via Nova que unia Bracara Augusta (avui Braga, a Portugal) amb Asturica Augusta (avui Astorga, a Lleó) la ciutat va mantenir importància després de l'època romana pel seu pont i situació central en l'antiga Gallaecia. Es creu que va ser cort reial dels sueus durant els regnats de Carriaric i Teodomir, que va ser el que va fundar la primera església dedicada a Sant Martí de Tours.
Després de les incursions àrabs i normandes del segle x, s'inicia una lenta recuperació. El 1084 el bisbe Ederonio restaura la catedral, avui dia església de Santa María Nai. Durant el bisbat de Lourenzo d'Ourense, l'any 1122, la propietària Tareixa de Portugal concedeix la jurisdicció de la ciutat al bisbe i als seus successors, situació que es mantindria fins al segle xvii.
Al llarg de l'edat moderna Ourense va ser ciutat de capellans, nobles i funcionaris, sent la seva indústria la del vi, que es va mantenir fins a les plagues de finals del segle xix. En aquest segle la ciutat va incrementar la seva població amb la construcció de la carretera Villacastín-Vigo, i la nova línia ferroviària Monforte-Vigo també fa créixer la ciutat, que ja s'estén més enllà del tradicional nucli antic.
Durant el segle xx aquest creixement es va mantenir: Ourense va continuar sent el centre administratiu de la província amb una notable embranzida comercial lligada a l'emigració procedent de Zamora, Logronyo i Lleó que apareix atreta per les noves vies de comunicació.
Actualment Ourense és un important nus de comunicacions on es creuen tres autopistes o autovies, quatre Carreteres Nacionals, així com quatre vies de ferrocarril. L'estació d'Ourense-Empalme, una de les dues que té la ciutat, és la més important de Galícia, des d'on se centralitza tot el trànsit ferroviari del nord-oest de la península.

## Geografia

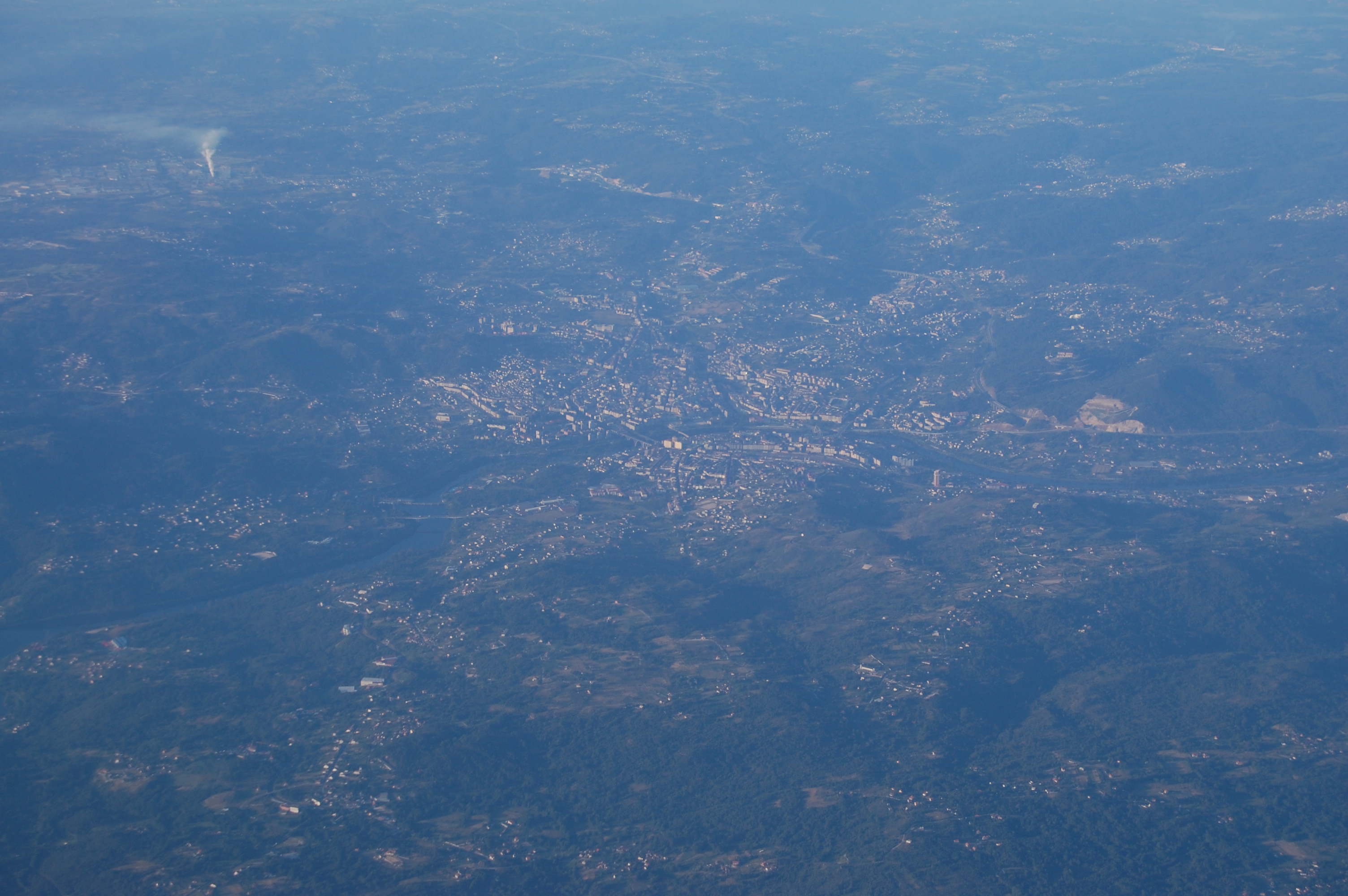
Vista aèria de la ciutat.

El municipi té 85,2 km² i té una altitud màxima de 134 metres.

### Clima

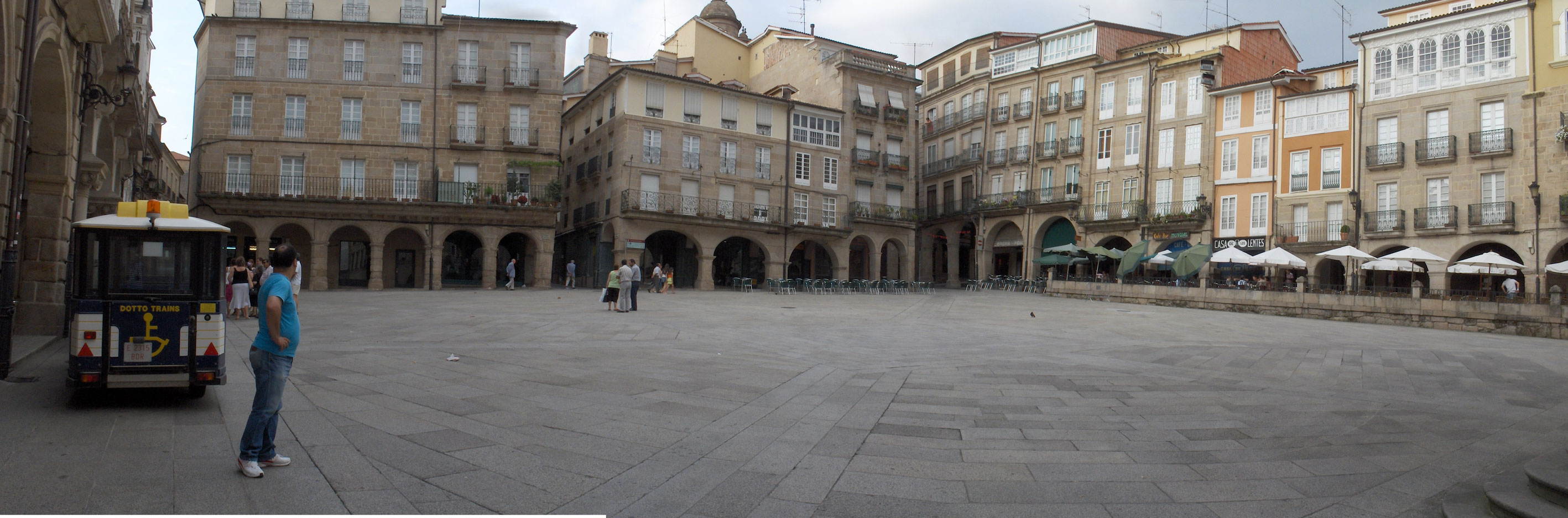
Praza Maior (Plaça major).

El clima d'Ourense és oceànic amb una forta influència del clima continental. La situació geogràfica de la ciutat, a l'interior d'una vall, fa que els estius sigui extremadament calorosos amb temperatures que habitualment superen els 35 °C. A l'hivern, les temperatures són baixes, tot i que normalment no baixen dels 0 °C.
La temperatura màxima més alta registrada a Ourense és de 42,6 °C el juliol de 1990 i la temperatura mínima més baixa va ser de -8,6 °C el dia de Nadal de l'any 2001.
| Paràmetres climàtics mitjans d'Ourense (1972-2000) | Paràmetres climàtics mitjans d'Ourense (1972-2000) | Paràmetres climàtics mitjans d'Ourense (1972-2000) | Paràmetres climàtics mitjans d'Ourense (1972-2000) | Paràmetres climàtics mitjans d'Ourense (1972-2000) | Paràmetres climàtics mitjans d'Ourense (1972-2000) | Paràmetres climàtics mitjans d'Ourense (1972-2000) | Paràmetres climàtics mitjans d'Ourense (1972-2000) | Paràmetres climàtics mitjans d'Ourense (1972-2000) | Paràmetres climàtics mitjans d'Ourense (1972-2000) | Paràmetres climàtics mitjans d'Ourense (1972-2000) | Paràmetres climàtics mitjans d'Ourense (1972-2000) | Paràmetres climàtics mitjans d'Ourense (1972-2000) | Paràmetres climàtics mitjans d'Ourense (1972-2000) |
| Mes                                                | Gen                                                | Feb                                                | Mar                                                | Abr                                                | Mai                                                | Jun                                                | Jul                                                | Ago                                                | Set                                                | Oct                                                | Nov                                                | Des                                                | Any                                                |
| -------------------------------------------------- | -------------------------------------------------- | -------------------------------------------------- | -------------------------------------------------- | -------------------------------------------------- | -------------------------------------------------- | -------------------------------------------------- | -------------------------------------------------- | -------------------------------------------------- | -------------------------------------------------- | -------------------------------------------------- | -------------------------------------------------- | -------------------------------------------------- | -------------------------------------------------- |
| Temperatura màxima absoluta (°C)                   | 22,0                                               | 25,0                                               | 30,6                                               | 32,9                                               | 37,4                                               | 40,9                                               | 42,6                                               | 42,2                                               | 41,1                                               | 33,0                                               | 25,0                                               | 22,4                                               | 42,6                                               |
| Temperatura màxima mitjana (°C)                    | 12,1                                               | 14,7                                               | 18,1                                               | 19,0                                               | 22,3                                               | 26,7                                               | 29,7                                               | 29,9                                               | 26,6                                               | 20,9                                               | 15,5                                               | 12,7                                               | 20,6                                               |
| Temperatura mitjana (°C)                           | 7,5                                                | 9,2                                                | 11,4                                               | 12,7                                               | 15,7                                               | 19,4                                               | 22,1                                               | 22,0                                               | 19,4                                               | 15,1                                               | 10,8                                               | 8,5                                                | 14,5                                               |
| Temperatura mínima mitjana (°C)                    | 2,9                                                | 3,7                                                | 4,6                                                | 6,3                                                | 9,2                                                | 12,2                                               | 14,6                                               | 14,2                                               | 12,3                                               | 9,3                                                | 6,1                                                | 4,4                                                | 8,3                                                |
| Temperatura mínima absoluta (°C)                   | -7,0                                               | -8,0                                               | -6,8                                               | -3,2                                               | -0,4                                               | 2,4                                                | 6,4                                                | 1,5                                                | 3,0                                                | -3,0                                               | -6,8                                               | -8,6                                               | -8,6                                               |
| Precipitacions (mm)                                | 90                                                 | 81                                                 | 54                                                 | 70                                                 | 67                                                 | 39                                                 | 19                                                 | 23                                                 | 57                                                 | 97                                                 | 93                                                 | 124                                                | 817                                                |
| Hores de sol                                       | 87                                                 | 105                                                | 167                                                | 180                                                | 199                                                | 239                                                | 272                                                | 270                                                | 201                                                | 138                                                | 90                                                 | 70                                                 | 2043                                               |
| Humitat relativa mitjana (%)                       | 75                                                 | 69                                                 | 62                                                 | 62                                                 | 62                                                 | 60                                                 | 59                                                 | 59                                                 | 63                                                 | 70                                                 | 75                                                 | 77                                                 | 66                                                 |
| Font: AEMET                                        |                                                    |                                                    |                                                    |                                                    |                                                    |                                                    |                                                    |                                                    |                                                    |                                                    |                                                    |                                                    |                                                    |

### Parròquies
El municipi d'Ourense està format per la ciutat d'Ourense i 20 parròquies (la majoria rurals):
| - Arrabaldo (Santa Cruz) - Beiro (Santa Baia) - Cabeza de Vaca (San Bieito) - Canedo (San Miguel) - O Castro de Beiro (Santo André) - Ceboliño (Bo Xesús) - Cudeiro (San Pedro) - Montealegre (A Milagrosa) - Ourense - Palmés (San Mamede) - Rairo (Santa Lucía) | - Reza (Santa María) - Santa Mariña do Monte (Santa Mariña) - Santiago das Caldas (Santiago) - Seixalbo (San Breixo) - Tras do Hospital (A Asunción) - Trasalba (San Pedro) - Untes (Santo Estevo) - Velle (Santa Marta) - Vilar de Astrés (Purísima Concepción) - Vista Hermosa (San Xosé) |

## Demografia
Segons dades de l'INE de l'any 2013, el municipi d'Ourense té 107.542 habitants repartits entre el centre urbà i les 21 parròquies que formen el terme municipal. Això el converteix en el tercer municipi més poblat de Galícia, per darrere de Vigo i la Corunya. La densitat de població era de 1262,23 hab./km².
| Evolució demogràfica de Ourense entre 1900 i 2008 | Evolució demogràfica de Ourense entre 1900 i 2008 | Evolució demogràfica de Ourense entre 1900 i 2008 | Evolució demogràfica de Ourense entre 1900 i 2008 | Evolució demogràfica de Ourense entre 1900 i 2008 | Evolució demogràfica de Ourense entre 1900 i 2008 | Evolució demogràfica de Ourense entre 1900 i 2008 | Evolució demogràfica de Ourense entre 1900 i 2008 | Evolució demogràfica de Ourense entre 1900 i 2008 | Evolució demogràfica de Ourense entre 1900 i 2008 | Evolució demogràfica de Ourense entre 1900 i 2008 | Evolució demogràfica de Ourense entre 1900 i 2008 |
| 1900                                              | 1910                                              | 1920                                              | 1930                                              | 1940                                              | 1950                                              | 1960                                              | 1970                                              | 1981                                              | 1991                                              | 2001                                              | 2008                                              |
| ------------------------------------------------- | ------------------------------------------------- | ------------------------------------------------- | ------------------------------------------------- | ------------------------------------------------- | ------------------------------------------------- | ------------------------------------------------- | ------------------------------------------------- | ------------------------------------------------- | ------------------------------------------------- | ------------------------------------------------- | ------------------------------------------------- |
| 15.194                                            | 15.998                                            | 17.581                                            | 21.579                                            | 28.397                                            | 55.574                                            | 64.153                                            | 73.379                                            | 96.085                                            | 108.382                                           | 109.051                                           | 107.057                                           |

## Política

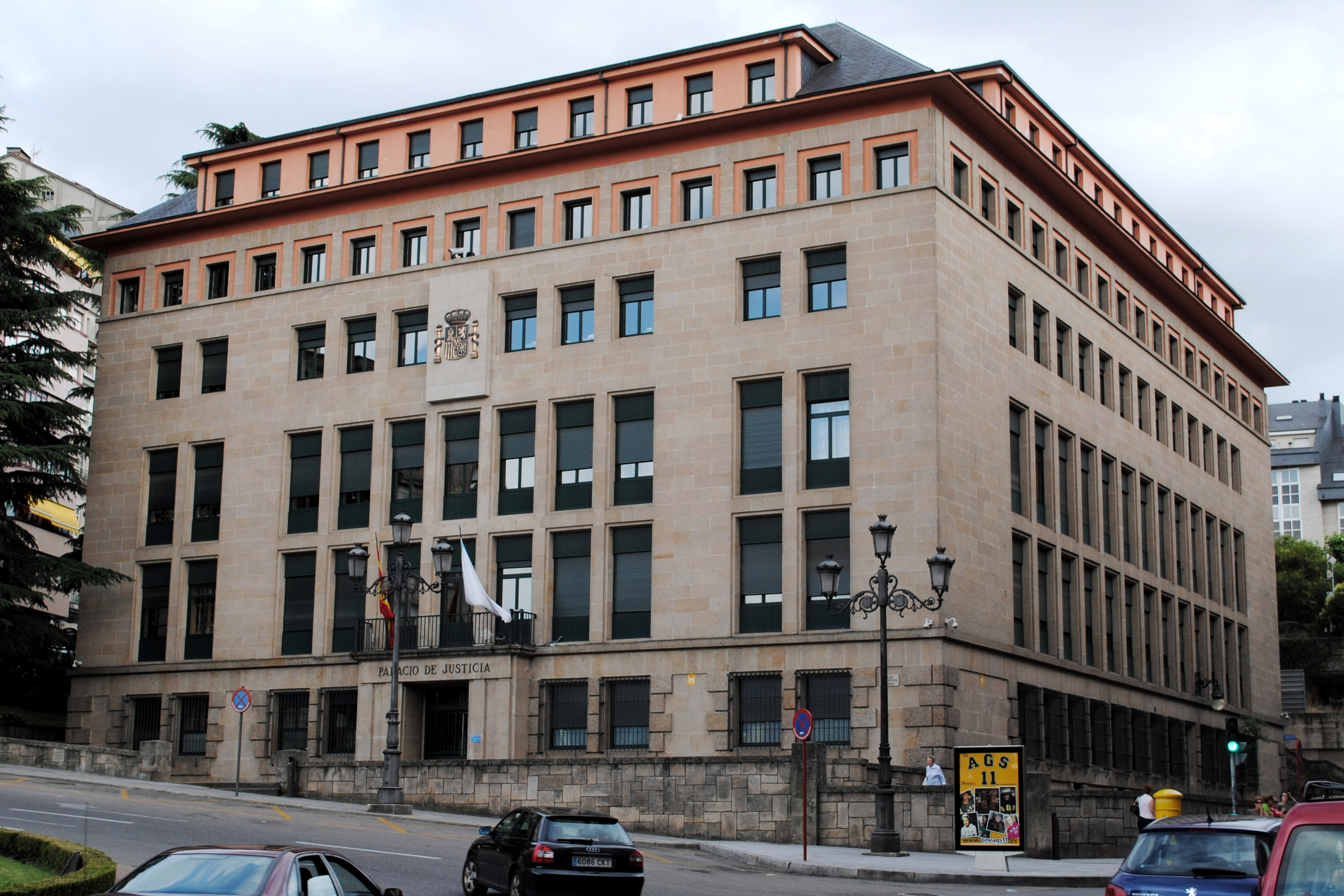
Palau de Justícia.

Ourense és la capital de la seva província, d'una comarca i d'un partit judicial. Ourense és la seu de l'Audiència i Jutjats Provincials, la Diputació d'Ourense, les delegacions de la Xunta de Galícia i de diversos organismes de l'Administració General de l'Estat com la Subdelegació del Govern, la Comissaria de la Policia Nacional o l'INSS.
Després de les eleccions municipals del 2007 el govern de la ciutat el va exercir una coalició del PSdeG i el BNG. Després de la dimissió el 29 de setembre de 2012 del socialista Francisco Rodríguez Fernández, va ocupar l'alcaldia en funcions la segona en la llista, Margarita Martín Rodríguez, fins a l'elecció el 10 d'octubre de 2012 d'Agustín Fernández Gallego, número tres de la llista del PSdeG com a nou alcalde.

## Economia
La majoria de la ciutadania d'Ourense treballa en el sector terciari, tot i que també té importància el sector secundari amb diverses fàbriques relacionades amb la química i els seus derivats.
La ciutat també rep la influència del parc tecnològic de Galícia, que tot i que no es troba dins del municipi, aporta grans beneficis a la ciutat.

## Llocs d'interès

### Monuments

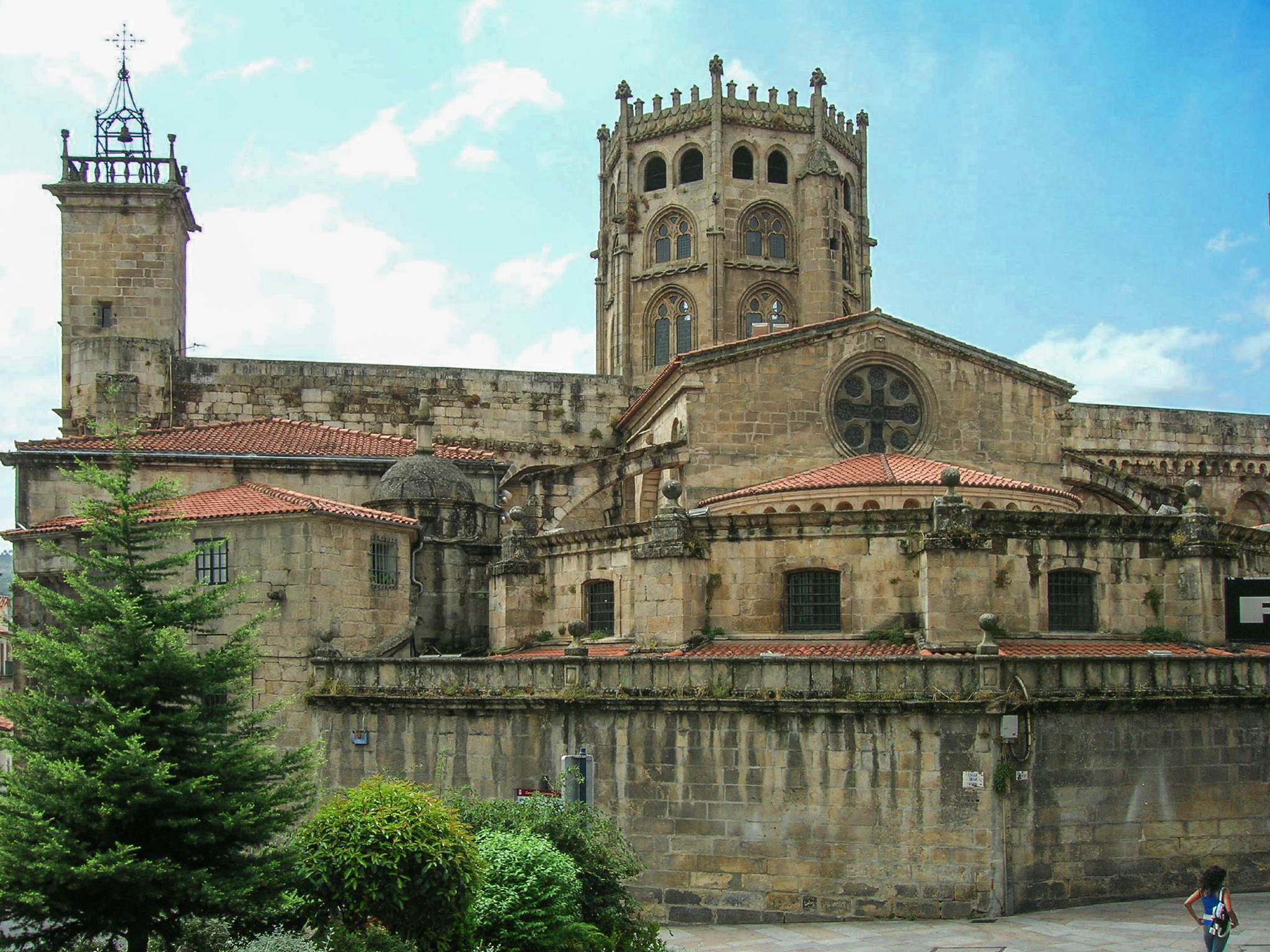
Façana de la catedral.

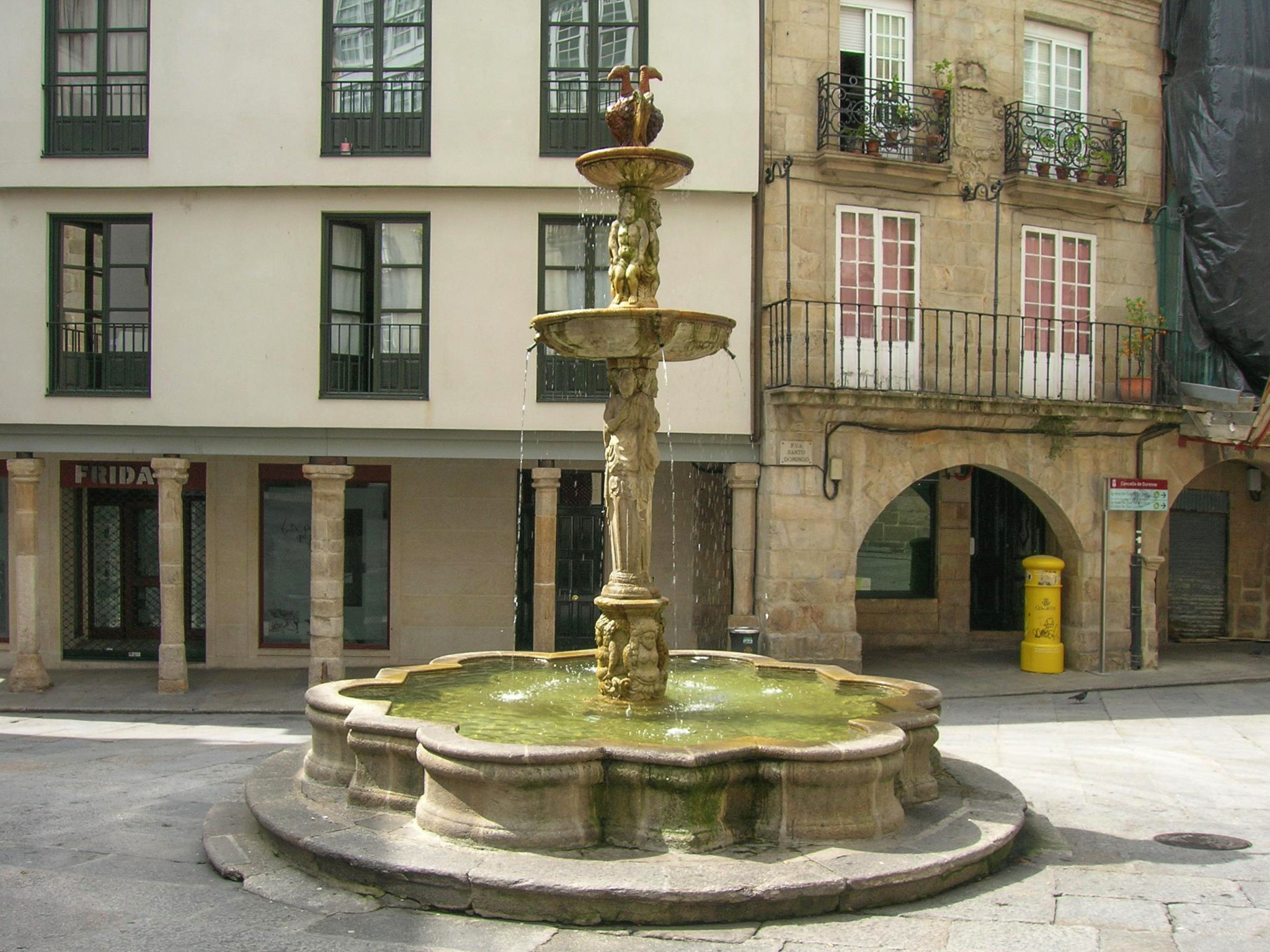
Fonte a la praza do Ferro.

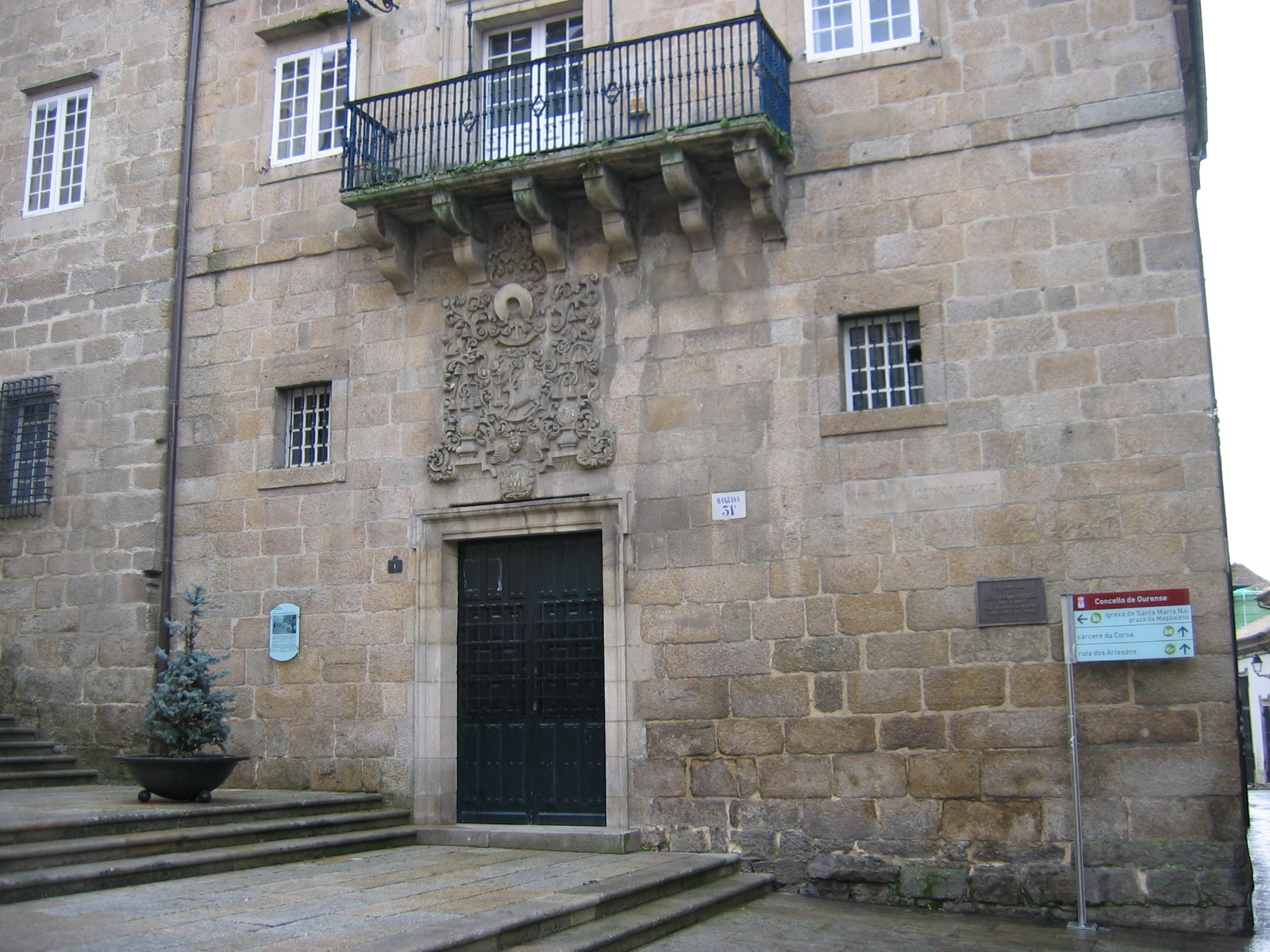
Façana del Museu Arqueològic.

Ourense disposa d'un ample patrimoni històric entre el que cal destacar els següents monuments i llocs:
- Catedral de San Martiño
- As Burgas
- Església de la Santísima Trindade
- Ponte Maior
- Pazo de Velle
- Pazo provincial de Ourense
- Església de Santo Domingo
- Pazo de Oca-Valladares
- Església de Santa María Nai
- Ponte de Loña
- Praza Maior
- Praza do Trigo
- Praza do Ferro
- Ponte do Milenio

### Teatres i cinemes
- Teatre Principal
- Auditori provincial d'Ourense
- Cinebox

### Museus
- Museu Arqueològic Provincial d'Ourense
- Museu Municipal d'Ourense
- Museu Catedralici d'Ourense
- Museu Internacional de Cornamusas, exposició de gaites.
- Centro d'Exposicions Caixanova
- Colección de trens Fernández Pacheco Outeiriño

## Transport

### Carretera
El principal accés a la ciutat és l'autovia A-52 que uneix Vigo amb Castella i Lleó, on connecta amb l'A-6 cap a Madrid. Un altre accés és l'autopista AP-53 (o AG-53 en una part del seu recorregut), que uneix Santiago de Compostel·la amb Ourense, on connecta amb l'A-52.
També hi ha quatre carreteres nacionals que connecten Ourense. La N-120 uneix Logronyo i Vigo, passant per Burgos, Lleó, Ponferrada i Monforte de Lemos i en el futur es convertirà en l'A-76. La N-525 uneix Santiago de Compostel·la amb Verín passant per la capital ourensana. La N-540 uneix la ciutat amb Lugo i en un futur serà l'autovia A-56.
Finalment hi ha una autovia urbana, l'OU-11 que connecta l'A-52 amb el barri d'O Couto, el centre de la ciutat i la N-120 per descongestionar els accesos a la ciutat.

### Ferrocarril

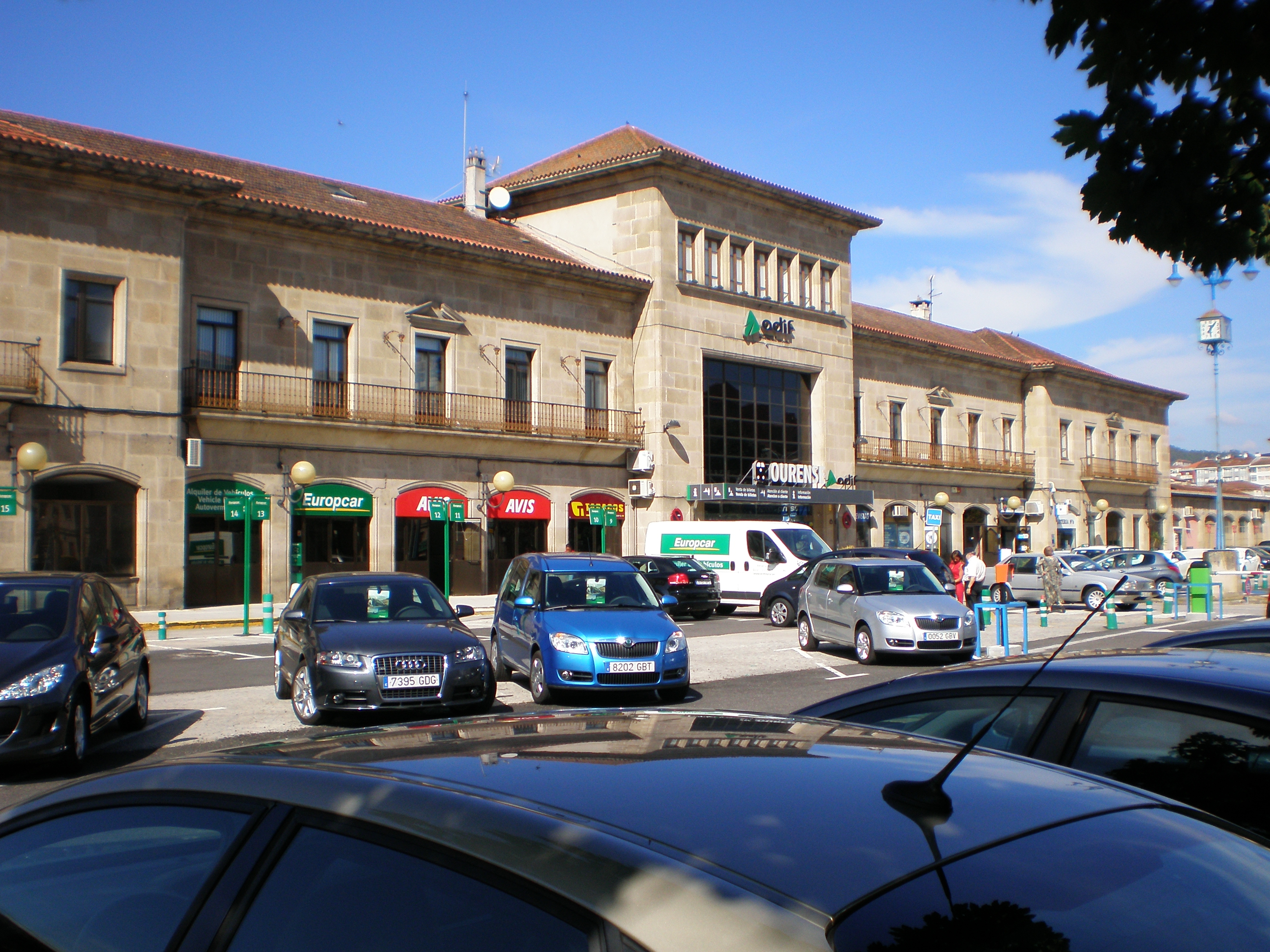
Estació d'Ourense-Empalme.

La xarxa de ferrocarril té el seu centre a l'estació d'Ourense-Empalme, tot i que hi ha una segona estació a la ciutat, la de San Francisco. Hi havia una tercera estació al municipi, la de Santa Cruz de Arrabaldo, que es troba a la parròquia d'Arrabaldo, fora del nucli urbà, però actualment no té cap servei.
L'estació d'Ourense-Empalme és la més important de la ciutat i també de Galícia, a causa de la confluència de les línies Santiago-Madrid i Monforte-Vigo, i és el distribuidor més important de la comunitat actualment. Des de 2011 hi ha servei d'alta velocitat entre Ourense i la Corunya passant per Santiago. A més hi ha trens diaris a ciutats com Madrid, Barcelona, Hendaia i Bilbao. També hi ha serveis de Mitjana Distància.

### Transport públic
A Ourense hi ha 28 línies urbanes d'autobús gestionades per l'empresa Urbanos de Ourense, que vertebren tots els barris de la ciutat. Una d'elles, la liña 25, coneguda com a Moucho Bus, circula només de nit. La línia 19 uneix el centre de la ciutat amb les Termes d'Outariz i es coneix com a Tren turístic de les Termes. També existeixen diverses línies regionals i estatals que surten des de l'estació d'autobusos d'Ourense.

## Esport
En futbol, l'equip més important de la ciutat era el Club Deportivo Ourense, que es va fundar l'any 1952 després de la desaparició de la Unión Deportiva Orensana, que va arribar a jugar a Segona Divisió. El CD Ourense va desaparèixer per problemes econòmics l'any 2014. En la seva història va jugar 13 temporades a Segona Divisió i va guanyar en dues ocasions la Copa Federació. Actualment, l'Ourense Club de Fútbol, anomenat anteriorment Ponte CF, i la Unión Deportiva Ourense, fundada després de la desaparició del CD Ourense, juguen a la Tercera Divisió.
En bàsquet destaca el Club Ourense Baloncesto, que juga actualment a la lliga LEB Or.
En futbol sala masculí cal destacar l'Ourense Fútbol Sala, que va jugar 8 temporades a Primera Divisió. En futbol sala femení, el Cidade das Burgas FS i el Ponte Ourense FS són equips de Primera Divisió.
En waterpolo, el Club Waterpolo Pabellón Ourense ha sigut campió de la lliga gallega.

## Ciutats agermanades
- Vila Real, Portugal
- Tlalnepantla de Baz, Mèxic
- Quimper, França